# 김의진 (배우)
김의진(2005년 4월 20일 ~ )은 대한민국의 서울출생인 어린이 배우이다. 데뷔는 《자이언트》로 활동해 '강우주'역을 맡아 미주의 아들로 활약했다.

## 출연

### 드라마
- 2010년 SBS 대하드라마 자이언트 - 강우주->조우주 역

### 영화
- 2010년 작은 연못 - 자야 역
- 2010년 채식주의자 - 지우 역